# センティヌムの戦い
センティヌムの戦い（センティヌムのたたかい）は、紀元前295年にセンティヌム（現在のサッソフェッラート近く）で発生した、第三次サムニウム戦争における決定的な戦いである。共和政ローマが、強力なサムニウム、エトルリア、ウンブリア、ガリア（セノネス族）連合軍に勝利した。この戦いにローマが勝利したことで、第三次サムニウム戦争そのものの勝利への道が開けた。ローマ軍の指揮官は二人のコンスル（執政官）、プブリウス・デキウス・ムスとクィントゥス・ファビウス・マクシムス・ルリアヌスであった。

## 背景
第三次サムニウム戦争は、サムニウムからの攻撃を受けたイタリア半島南部のルカニアが、ローマに救援を求めたことから始まった。ローマはこれに対して介入することを決め、サムニウムとの三度目の戦争が開始された。この1年前からローマはエトルリアとも戦争状態にあったが、紀元前297年にエトルリアが和平を求めているとの報告がローマに届いた。このため、ローマの二人のコンスルは共にサムニウムに向かい、そこでの作戦に集中することができた。クイントゥス・ファビウスはティフェルヌムの戦いに勝利し、プブリウス・デキウスはマルヴェントゥム（現在のベネヴェント）でアプリア（現在のプッリャ州）からの軍を打ち破った。その後の4ヶ月間、両コンスルはサムニウムで略奪を行った。ファビウスはシメトラ（場所不明）も占領した。
紀元前296年、クイントゥス・ファビウスとプブリウス・デキウスは、プロコンスルとして引き続き6ヶ月間、軍の指揮をとることとなった。プブリウス・デキウスがサムニウム領土の略奪を継続したため、ついにサムニウム軍はその領土を離れてエトルリアへと脱出し、そこで同盟関係を再構築しようとした。サムニウム軍の司令官であるゲリウス・イグナティウスは、エトルリア議会を召集することを主張した。結果、ほとんどのエトルリア都市国家は、ローマとの戦争を再開することに賛成した。エトルリアに近いウンブリアも連合軍に加わり、さらにガリア人の傭兵を雇用した。
同年のコンスルの一人であるアッピウス・クラウディウス（アッピア街道の建設提唱者）は、2個ローマ軍団と同盟軍兵士15,000を率いてエトルリアへと向かった。もう一人のコンスルであるルキウス・ウォルムニウス・フランマ・ウィオレンス（en）も、2個ローマ軍団と同盟軍兵士12,000を率いて、すでにサムニウムへ向かっていた。しかし、アッピウス・クラウディウスはいくつかの敗北を喫したため、ルキウス・ウォルムニウスが支援のためエトルリアへと向かった。合同した二人のコンスルはエトルリアに勝利し、ルキウス・ウォルムニウスは二人のプロコンスルの任期が終わりに近づいていたために、サムニウムに戻った。一方、サムニウムも新たな部隊を編成し、ローマ領および同盟国であるカンパニア領を襲撃していた。ウォルムニウスはこれを撃退したが、エトルリアも再度軍を編成し、サムニウムの将軍ゲリウス・イグナティウスの軍を招聘し、ウンブリア軍と合同し、また大金を支払ってガリア人傭兵を雇用していることが報告されていたため、この襲撃はローマに警鐘を鳴らした。実際にこれら四者が合同し、ガリアの大軍が編成されているとの報告が届いた。
ローマにとっても、4つの連合した敵と戦うのは初めてのことであった。これまでローマが経験したことのない大戦争になることは確実であり、最も優れた軍事指揮官であるクイントゥス・ファビウスとプブリウス・デキウスが紀元前295年にコンスルに選出された。彼らは合計4個軍団（約40,000）、大規模な騎兵、およびカンパニア兵1,000を率いてエトルリア戦線を担当した。対する連合軍はさらに大規模であった。ルキウス・ウォルムニウスはプロコンスルとして2個軍団を率い、さらに1年間サムニウム戦線を担当することとなった。共和政後期～帝政初期の歴史家リウィウスは、ルキウス・ウォルムニウスがこのような大兵力を率いてサムニウムに向かったのは、そこにサムニウム軍をひきつけてエトルリアへの援軍を制限するといく戦略であったと考えている。また予備の2個軍団がそれぞれプロプラエトル（前法務官、インペリウムを有する）に指揮されてファレリイ（en）およびヴァティカヌスの丘に駐屯し、ローマの防衛にあたった。
エトルリア軍、サムニウム軍およびウンブリア軍はアペニン山脈を越えてセンティヌム近くに向かった。連合軍は、サムニウム軍およびガリア傭兵がローマ軍と戦い、その間にエトルリア軍とウンブリア軍がローマの野営地を奪取する計画を立てていた。しかし、クルシウム（en、エトルリアの都市）からの脱走兵が、この計画をクイントゥス・ファビウスに伝えた。ファビウスはファレリイおよびヴァティカヌスの丘のローマ軍団にクルシウムに進軍するよう命令し、そこを略奪して陽動作戦を行った。この結果、エトルリア軍は自国領土防衛のためにセンティヌムを離れざるを得なかった。リウィウスは、エトルリア軍とウンブリア軍が戦闘に加わっていたら、ローマ軍に大損害を与えたであろうと考えている。プロプラエトルのグナエウス・フルウィウス・マクシムス・ケントゥマルス（en）はエトルリア軍に勝利した。ペルシア（現在のペルージャ）とクルシウムでの損害は3,000であった。

## 戦闘
両軍はサムニウムの平原で出会ったが、二日間戦闘は開始されなかった。しかし、兵士の戦意を抑えきれなくなり、ローマ軍の方から攻撃を開始した。サムニウム・ガリア連合軍の右翼をガリア兵が守り、左翼をサムニウム兵が守っていた。ローマ側では、クイントゥス・ファビウスが右翼、プブリウス・デキウスが左翼を担当した。
クイントゥス・ファビウスは敵軍の継戦能力を試すために防御戦闘を行って戦闘を長引かせ、連合軍の戦闘意思が衰えるのを待った。プブリウス・デキウスはより積極的に戦い、騎兵に攻撃を命じ、サムニウムの騎兵を二度にわたって後退させた。二度目の攻撃では敵の歩兵部隊に迫ったが、連合軍の戦車攻撃で撃退されてしまった。この戦車部隊はデキウスの歩兵の戦列も崩し、サムニウム軍歩兵が攻撃を開始した。プブリウス・デキウスは自身が「生贄となる」ことを決心した。すなわち、軍が危機に瀕していたときに、神に祈り、自身を犠牲にすることで自軍を敵に向かわせた。彼の父プブリウス・デキウス・ムスも紀元前340年のヴェスヴィウスの戦いで同じ行為を行っていた。
この行為はローマ軍の士気を上げ、またクイントゥス・ファビウスが支援要請をしていた予備2個軍団も到着した。ローマ軍右翼では、ファビウスが騎兵に対してサムニウム軍左翼を迂回して側面を攻撃するように命じ、また歩兵に対しては前進を命じた。続いて予備兵力にも攻撃を命じた。ついにサムニウム兵はガリア兵の戦列を越えて逃走した。ガリア兵は各兵士が密集して楯で全面・側面および上部を防御する亀甲陣形を敷いた。クイントゥス・ファビウスは500人のカンパニア槍兵に対し、背後からの攻撃を命じた。また軍団歩兵も中央部に圧力をかけ、騎兵も攻撃に加わった。その間にクイントゥス・ファビウスはサムニウム軍野営地を急襲し、後部との連絡を断ち切った。結局はガリア軍も敗北した。リウィウスによるとローマ軍の損害は8,700、サムニウム・ガリア連合軍の損害は20,000であった。

## その後
何人かの歴史家（著作名は不明）によると、ウンブリア軍もこの戦闘に参加しており、連合軍の総兵力は歩兵60,000、騎兵40,000、戦車1,000であり、ローマ側もルキウス・ウォルムニウスの2個軍団が加わったとしているが、リウィウスはこれは誇張であるとしている。リウィウスによるとルキウス・ウォルムニウスはサムニウム軍の前面を抑えており、サムニウム軍をティフェルヌス山の近くへと迂回させた。戦闘の後、5,000のサムニウム兵がセンティヌムからパエリグニ族の領土を通過して帰国しようとしたが、パエリグニ族はこれを攻撃し、1,000を殺害した。クイントゥス・ファビウスはプブリウス・デキウスの軍をエトルリア軍に対する備えとし、自身は凱旋式のためにローマに戻った。エトルリアではペルシアが戦闘を続けていた。アッピウス・クラウディウスがデキウスの軍を指揮するためにプロプラエトルとして派遣され、クイントゥス・ファビウス自身がペルシアに進軍してこれを破った。サムニウムはリリス川周辺、ヴォルトゥルヌス川周辺を攻撃したが、アッピウス・クラウディウスとルキウス・ウォルムニウスが撃退した。両者はカイアティア（現在のカイアッツォ）とカプア近くで合流し、サムニウム軍に勝利した。
ローマの勝利は、連合軍の団結を打ち壊した。エトルリア、ウンブリア、ガリアは戦争を中止した。サムニウムは同盟国を失ったでけでなく、自身も大損害をこうむった。ローマはこの後の戦闘にも勝利した。5年後に、ついにサムニウムは降伏した。ローマはイタリア中央部のほとんどだけでなく、南部の一部も支配下においた。

## 参考資料
Livy, Rome's Italian Wars: Books 6-10 (Oxford's World's Classics). Oxford University Press, 2103, ISBN 978-0199564859
Scullard, H.H. A History of the Roman World 753-146.